# Howard and Moore Complete Checklist of the Birds of the World
Howard and Moore Complete Checklist of the Birds of the World é um livro de ornitologia de Richard Howard e Alick Moore que apresenta uma lista das espécies de aves do mundo. Foi a primeira lista de aves do mundo de um único volume a incluir nomes de subespécies, e até a publicação da 5ª edição da obra de James Clements The Clements Checklist of Birds of the World era o único a fazê-lo.
Ele está atualmente em sua quarta edição, publicada em 2013 em dois volumes e editada por Edward C. Dickinson.